# Cratere Hinshelwood
Hinshelwood è un cratere lunare di 13,35 km situato nella parte nord-occidentale della faccia visibile della Luna.